# Велика Пістровка
Велика Пістро́вка (рос. Большая Петровка, ерз. Покш Пестровка) — село у складі Ічалківського району Мордовії, Росія. Входить до складу Лобаскинського сільського поселення.

## Населення
Населення — 111 осіб (2010; 169 у 2002).
Національний склад (станом на 2002 рік):
- росіяни — 80 %